# Аквабора-Казеле (Арецо)
Аквабора-Казеле (итал. Acquaborra-Caselle) је насеље у Италији у округу Арецо, региону Тоскана.
Према процени из 2011. у насељу је живело 54 становника. Насеље се налази на надморској висини од 155 м.